# Coalición APNU + AFC
La Coalición APNU + AFC (Una Asociación para la Unidad Nacional + Alianza para el Cambio) es una alianza política y electoral de Guyana establecida como una lista conjunta entre la alianza opositora Una Asociación para la Unidad Nacional (APNU), liderada por el Congreso Nacional del Pueblo (PNC), y el partido Alianza para el Cambio (AFC), con el objetivo de disputar las elecciones generales guyanesas de 2015.
La APNU está compuesta actualmente por el Congreso Nacional del Pueblo - Reforma (PNC/Reforma), el Partido de Acción de Guyana (GAP), la Alianza del Frente Nacional (NFA), y la Alianza del Pueblo Trabajador (WPA). El AFC no forma parte de la APNU, tratándose de una lista unida entre ambas fuerzas.
El frente político resultante obtuvo la victoria con el 50.30% de los votos y 33 de los 65 escaños en la Asamblea Nacional, resultando en la elección de David Granger, del PNC, como el primer presidente de Guyana ajeno al Partido Progresista del Pueblo (PPP) desde 1992. Por su parte, Moses Nagamootoo, líder de la AFC, ejercer como primer ministro y vicepresidente en el gobierno de coalición, el primero fuera del bipartidismo tradicional PPP-PNC.
En las elecciones generales de 2020 la coalición obtuvo un 47,34% y 31 escaños, resultando derrotada por el Partido Progresista del Pueblo y regresando a la oposición.